# Ельгерсбург
Ельгерсбург (нім. Elgersburg) — громада в Німеччині, розташована в землі Тюрингія. Входить до складу району Ільм. Складова частина об'єднання громад Гераталь.
Площа — 9,49 км2. Населення становить 1221 ос. (станом на 31 грудня 2021).